# جون بيرسون (مؤلف)
جون بيرسون (بالإنجليزية: John Pearson)‏‏ (5 أكتوبر 1930 في لندن - 2021) كاتب، وكاتب سير، وروائي من المملكة المتحدة.

## روابط خارجية
- جون بيرسون على موقع IMDb (الإنجليزية)
- جون بيرسون على موقع قاعدة بيانات الفيلم (الإنجليزية)